# Keane
Keane là một band nhạc alternative rock đến từ Battle, hạt East Sussex, nước Anh, thành lập năm 1997; nổi tiếng với việc sử dụng piano làm nhạc cụ chính thay guitar tạo ra phong cách piano rock đặc trưng. Cho tới nay band nhạc đã có 3 album và bán được hơn 10 triệu album trên toàn thế giới.

## Tiểu sử

### Nét chính
Band nhạc chính thức hoạt động năm 1997 nhưng trước đó, năm 1993, band nhạc được Tim Rice-Oxley và Dominic Scott thành lập với tên 'Lotus Eaters' khi Tim đang theo học tại trường ĐH University College(London) và sau đó mời Richard Hughes làm tay trống của nhóm. Năm 1997 Tom Chaplin gia nhập nhóm và trở thành giọng ca chính(mẹ của Tom và Tim là bạn thân), ban nhạc đổi tên thành Cherry Keane và sau đó rút gọn thành Keane. Hiện tại các thành viên của band nhạc bao gồm Tim Rice-Oxley (piano, hát phụ), Tom Chaplin (hát chính, guitar), Richard Hughes (trống) và Jesse Quin (guitar bass), người gia nhập band cuối năm 2007. Còn Dominic Scott rời band năm 2001 để theo học trường LSE(do trong thời gian đó band chưa đạt được thành công như mong đợi).
Từ khi thành lập cho tới năm 2003, band nhạc đã phát hành một số single CD nhưng không có được thành công. Phải tới năm 2004 band nhạc mới đạt được thành công khi họ phát hành album đầu tiên, Hopes and Fears. Album bán được 6 triệu bản và giành được nhiều giải thưởng bao gồm cả hai giải BRIT Awards cho hạng mục album hay nhất và band nhạc đột phá nhất; trở thành album bán chạy thứ 2 tại Anh năm 2004. Album thứ 2, Under the Iron Sea, tiếp tục giành được thành công khi chiếm vị trí đầu bảng tại Anh và chiếm vị trí thư 4 trên bảng xếp hạng Billboard 200. Album thứ 3, Perfect Symmetry được phát hành tháng 10 năm 2008 cũng chiếm vị trí số 1 tại Anh và nhiều vị trí cao trên các bảng xếp hạng khác. Vào tháng 5 năm 2008 2 album, Hopes and Fears (số 13) and Under the Iron Sea (số 8) đã được các đọc giả của tạp chí Q bình chọn là những album hay nhất của Anh; cùng với Keane, The Beatles, Oasis và Radiohead là những band nhạc duy nhất có 2 album nằm trong top 20. Album EP, Night Train, được phát hành tháng 5 năm 2010 cũng đã giành được vị trí số 1 tại Anh và số 25 trên BXH Billboard 200.
Keane được biết tới với việc sử dụng piano làm nhạc cụ chính thay vì sử dụng guitar như các band nhạc rock khác.. Từ album Perfect Symmetry năm 2008, họ có sử dụng đàn guitar điện tử, làm cho am nhạc của họ trở nên đa dạng hơn nhưng vẫn giữ âm thanh chủ đạo của piano. Từ khi khỏi nghiệp tới nay band nhạc đã bán được hơn 10 triệu album trên toàn thế giới.

### Thành viên
Hiện tại
- Tim Rice-Oxley - piano, keyboards, hát phụ (1997–nay)
- Tom Chaplin - hát chính, organ, piano, guitar (1997–nay)
- Richard Hughes - trống, bộ gõ, hát phụ(1997–nay)
- Jesse Quin - guitar bass, rhythm guitar, electric guitar, hát phụ(2007–nay)

Thành viên cũ
- Dominic Scott - hát phụ, electric guitar chính (1997–2001)

## Danh sách album

### Album Phòng thu
| Năm  | Chi tiết | Vị trí trên BXH | Vị trí trên BXH | Vị trí trên BXH | Vị trí trên BXH | Vị trí trên BXH | Vị trí trên BXH | Vị trí trên BXH | Vị trí trên BXH | Vị trí trên BXH | Vị trí trên BXH | Chứng nhận (sales thresholds)                                                             |
| Năm  | Chi tiết | UK              | AUS             | BEL             | FRA             | GER             | IRE             | NL              | SWE             | SWI             | US              | Chứng nhận (sales thresholds)                                                             |
| ---- | --- | --------------- | --------------- | --------------- | --------------- | --------------- | --------------- | --------------- | --------------- | --------------- | --------------- | ----------------------------------------------------------------------------------------- |
| 2004 | Hopes and Fears - Phát hành: 10 tháng 5 năm 2004 - Hãng đĩa: Island (#CID 8145) - Định dạng: CD, Tải nhạc số    | 1               | 42              | 10              | 5               | 30              | 3               | 3               | 10              | 22              | 45              | - UK: 9× Platinum - FRA: Gold - GER: Gold - IRE 5× Platinum - NL: Platinum - US: Platinum |
| 2006 | Under the Iron Sea - Phát hành: 12 tháng 6 năm 2006 - Hãng đĩa: Island (#CID 8167) - Đinh dạng: CD, tải nhạc số | 1               | 16              | 3               | 8               | 3               | 1               | 1               | 4               | 2               | 4               | - UK: 2× Platinum - IRE: Platinum - NL: Gold                                              |
| 2008 | Perfect Symmetry - Phát hành: 13 tháng 10 năm 2008 - Hãng: Island (#1784417) - Định dạng: CD, tải nhạc số       | 1               | 33              | 10              | 42              | 10              | 4               | 3               | 18              | 6               | 7               | - UK: Platinum                                                                            |
| 2012 | Strangeland - Phát hành: 7 tháng 5 năm 2012 - Hãng: Island - Định dạng: CD, tải nhạc số                         | -               | -               | -               | -               | -               | -               | -               | -               | -               | -               | -                                                                                         |

### Album EPs
- Night Train (EP) (2010)